# Ostrava

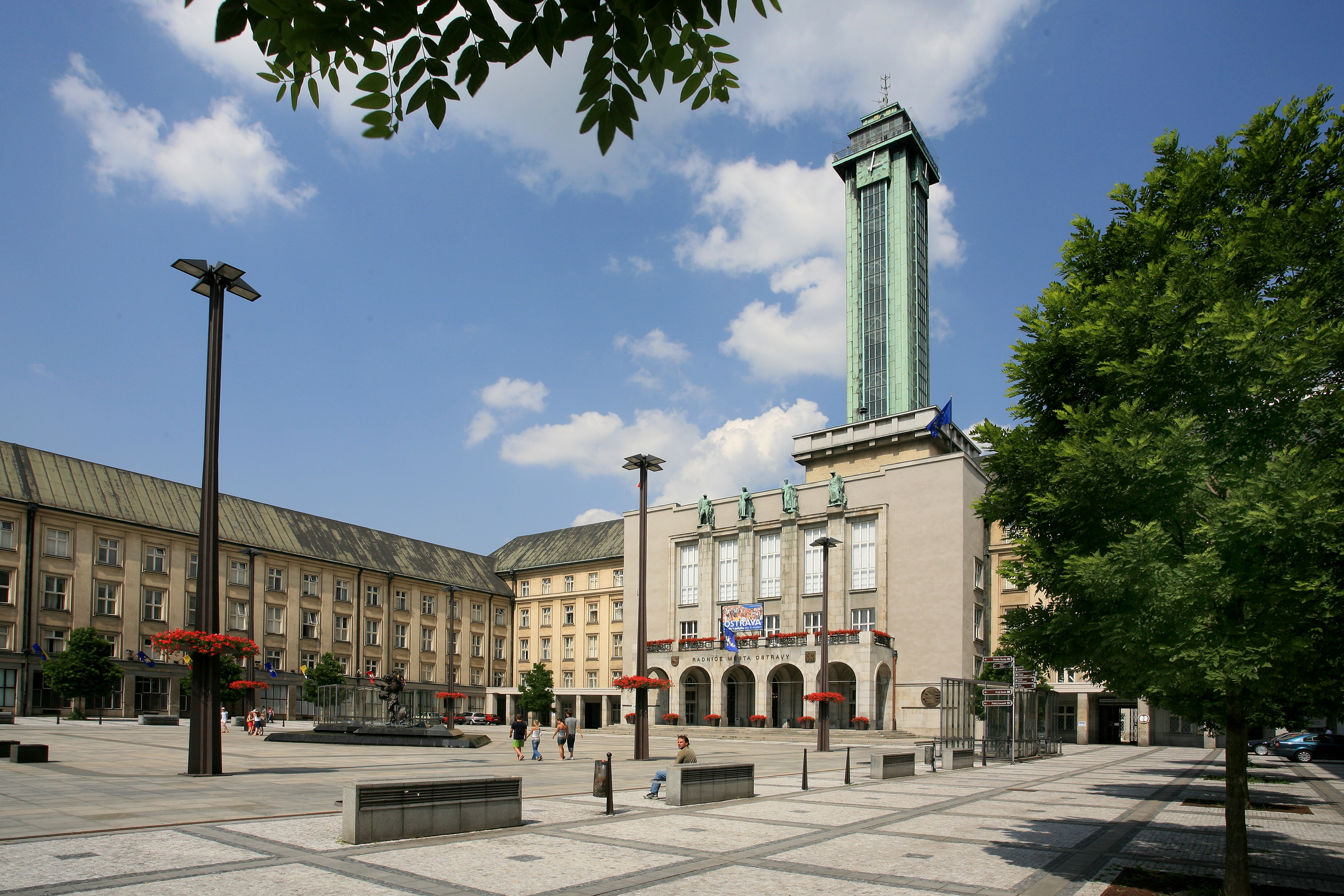
Das neue Rathaus in Ostrava

Ostrava (Ausspracheⓘ) (polnisch Ostrawa, deutsch Ostrau bzw. bis 1941 Mährisch Ostrau) ist die drittgrößte Stadt in Tschechien. Sie ist das Verwaltungszentrum der Mährisch-Schlesischen Region (Moravskoslezský kraj). Die Stadt liegt an der Nordostgrenze Tschechiens an der Oder, zehn Kilometer südwestlich der Grenze zu Polen und 50 Kilometer nordnordwestlich der Grenze zur Slowakei.
Ostrava gewann aufgrund seiner Lage im Herzen eines großen Kohlefeldes an Bedeutung und wurde zu einem Industriemotor in Österreich-Ungarn. Während des 20. Jahrhunderts war Ostrava als Kohlebergbau- und metallurgisches Zentrum als „Stahlherz“ der Tschechoslowakei bekannt. Seit 1998 gab es jedoch weitreichende Veränderungen, die Wirtschaft der Stadt wurde gründlich umstrukturiert, die letzte Kohle wurde 1994 abgebaut.
Ostrava ist die Heimat verschiedener kultureller Einrichtungen, darunter Theater und Galerien. Das ganze Jahr über finden in Ostrava verschiedene kulturelle und sportliche Veranstaltungen statt. Mit der Universität von Ostrava und der Technischen Universität Ostrava ist die Stadt ein bedeutender Bildungsstandort. In Ostrava leben rund 280.000 Menschen, die Agglomeration ist mit über 980.000 Einwohnern die zweitgrößte in Tschechien.

## Geografie

### Geografische Lage
Das heutige Stadtgebiet von Ostrava liegt zum größten Teil im äußersten Nordosten Mährens (einige Randgebiete jedoch in Schlesien) im Osten Tschechiens zwischen den Sudeten und Beskiden am Nordausgang der Mährischen Pforte, an der historischen Landesgrenze Mährens und Schlesiens, in der historisch-kulturellen Landschaft Lachei. Hier befindet sich, am Fuße der Schlesisch-Ostrauer Burg, die Mündung des Flusses Lučina in die Ostrawitza (Ostravice), die wiederum – wie auch die Oppa (Opava) und Porubka – in die Oder mündet.

### Klima
|                       | Jan  | Feb  | Mär  | Apr  | Mai  | Jun   | Jul  | Aug  | Sep  | Okt  | Nov  | Dez  |   |       |
| Mittl. Tagesmax. (°C) | 0,4  | 2,8  | 7,7  | 13,5 | 18,9 | 21,9  | 23,6 | 23,4 | 19,4 | 14,0 | 6,7  | 2,0  | ⌀ | 12,9  |
| Mittl. Tagesmin. (°C) | −5,6 | −4,1 | −0,8 | 3,0  | 7,3  | 10,6  | 11,9 | 11,6 | 8,7  | 4,7  | 0,9  | −3,2 | ⌀ | 3,8   |
|                       |      |      |      |      |      |       |      |      |      |      |      |      |   |       |
| Niederschlag (mm)     | 26,7 | 30,2 | 34,0 | 52,4 | 91,2 | 104,4 | 91,1 | 91,8 | 58,8 | 42,3 | 44,6 | 34,3 | Σ | 701,8 |
|                       |      |      |      |      |      |       |      |      |      |      |      |      |   |       |
| Sonnenstunden (h/d)   | 1,5  | 2,3  | 3,6  | 5,1  | 6,5  | 6,8   | 7,0  | 6,6  | 5,0  | 3,8  | 1,8  | 1,2  | ⌀ | 4,3   |
|                       |      |      |      |      |      |       |      |      |      |      |      |      |   |       |
| Regentage (d)         | 6,7  | 6,6  | 7,0  | 8,2  | 10,8 | 11,2  | 10,5 | 9,6  | 7,7  | 6,6  | 8,6  | 7,5  | Σ | 101   |
|                       |      |      |      |      |      |       |      |      |      |      |      |      |   |       |
| Luftfeuchtigkeit (%)  | 83   | 82   | 76   | 71   | 72   | 73    | 72   | 74   | 78   | 79   | 83   | 84   | ⌀ | 77,2  |

| −5,6 |

| −4,1 |

| −0,8 |

| 3,0 |

| 7,3 |

| 10,6 |

| 11,9 |

| 11,6 |

| 8,7 |

| 4,7 |

| 0,9 |

| −3,2 |

| −5,6 |

| −4,1 |

| −0,8 |

| 3,0 |

| 7,3 |

| 10,6 |

| 11,9 |

| 11,6 |

| 8,7 |

| 4,7 |

| 0,9 |

| −3,2 |

## Geschichte
Ostrava entstand aus alten Siedlungen an der Mündung der Ostrawitza in die Oder. Hier führte eine Bernsteinstraße durch die Mährische Pforte. Seit dem 10. Jahrhundert ist das Ostrauer Becken als Siedlungsgebiet des slawischen Stammes der Golensizen (tschechisch Holasici) bekannt. Zuvor war es erst keltisch, dann germanisch besiedelt.
Oder und Ostravice bildeten hier jahrhundertelang die Grenze zwischen Mähren und Schlesien. An der Mündung der Ostravice in die Oder entstanden beiderseits des Nebenflusses zwei Dörfer mit Namen Ostrava bzw. Ostrawa. Polska Ostrawa (tschechisch: Polská Ostrava / deutsch: Polnisch Ostrau) wurde erstmals 1229 in der Kastellanei von Teschen erwähnt. Moravská Ostrava (Mährisch Ostrau), erstmals 1267 genannt, erhielt vor 1279 Stadtrecht. In der zweiten Hälfte des 13. Jahrhunderts entstand in Polská Ostrava eine Grenzburg der Piastenherzöge von Oppeln, am wahrscheinlichsten Sitz des im Grenzvertrag aus dem Jahr 1297 als Zeuge erwähnten Kastellans namens Herman im Herzogtum Teschen. Im Laufe des Mittelalters wanderten viele Deutsche in die Stadt ein (→ Hochmittelalterliche Ostsiedlung), während im Jahr 1380 das schlesische Dorf als wendisch unterschieden wurde.
Die Bedeutung beider Orte blieb bis ins 18. Jahrhundert gering. Wirtschaftliche Bedeutung und Bevölkerungswachstum änderten sich rapide mit dem intensiven Abbau der Steinkohleflöze ab 1763. Im Jahr 1794 lebten 1.578 Einwohner in Mährisch-Ostrau, 6.881 im Jahr 1869.
Die Witkowitzer Eisenwerke wurden 1829 vom Fürsterzbischof von Olmütz, Erzherzog Kardinal Rudolf von Österreich gegründet. Hier entstand das erste Puddelwerk der Habsburgermonarchie, hier stand auch der erste Kokshochofen des alten Österreich. Sein Nachfolger, Fürsterzbischof Ferdinand Maria Graf Chotek, verpachtete das Unternehmen 1833 an ein Konsortium, in dem das Haus Rothschild bereits eine wichtige Position einnahm, 1843 wurde das Bankhaus S.M. von Rothschild Alleineigentümer. Das wichtigste Produkt waren zunächst Eisenbahnschienen für die Nordbahn (Wien–Krakau). 1844 wurde der erste Dampfhammer Österreichs errichtet. Ostrava wurde in der Folge zu einem überaus bedeutenden Zentrum der Stahlindustrie.

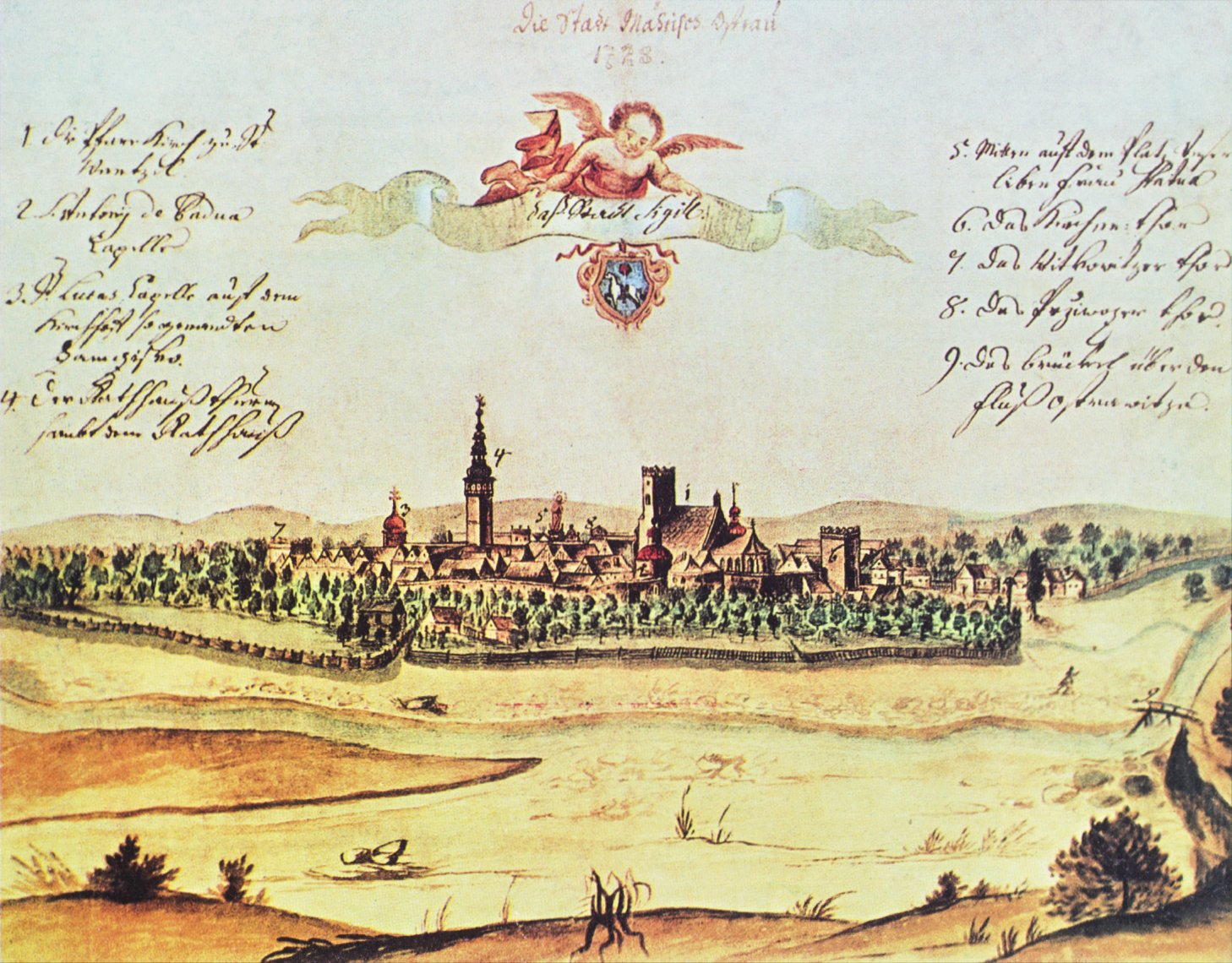
Mährisch Ostrau 1728

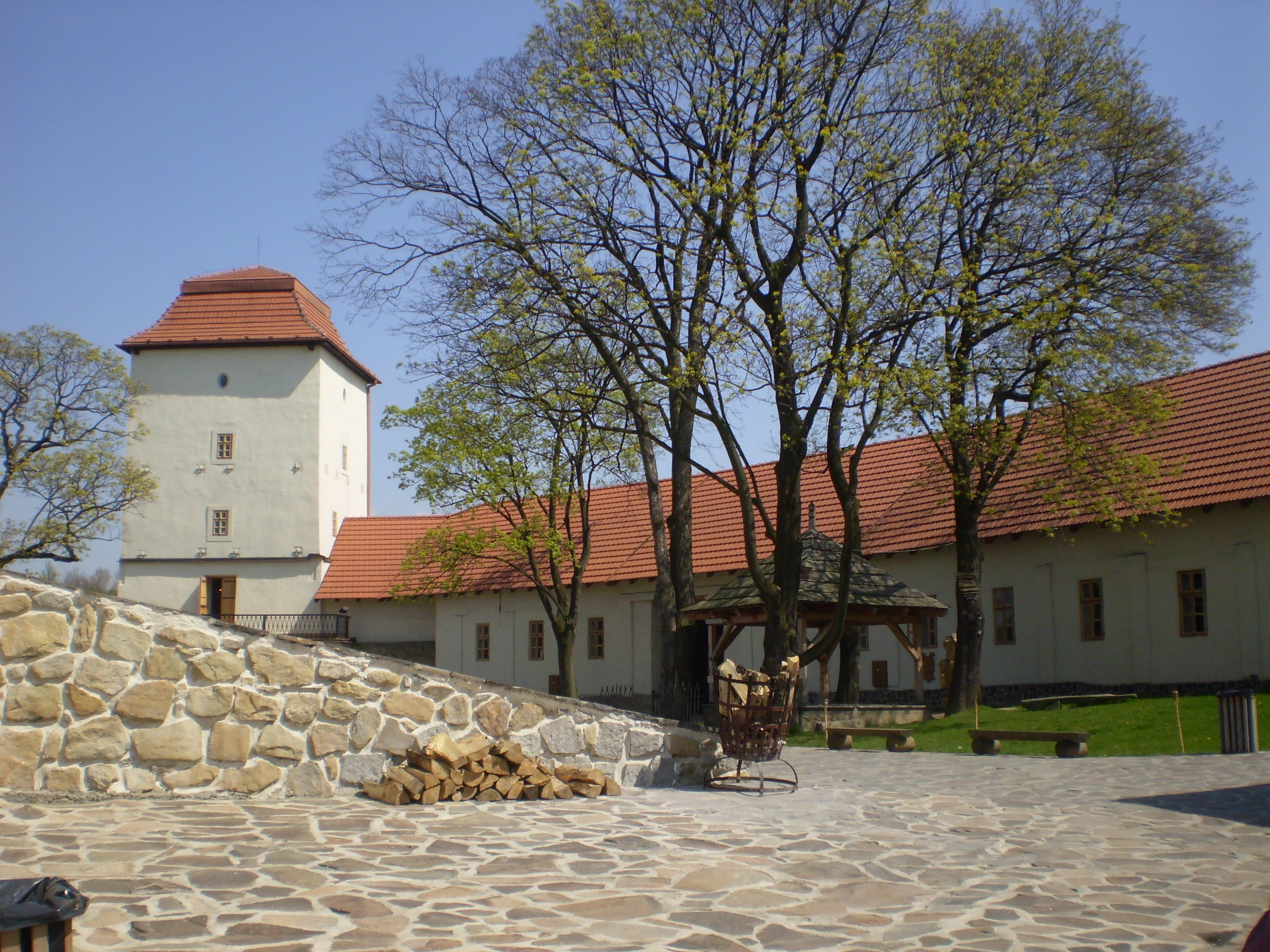
Die Schlesisch-Ostrauer Burg

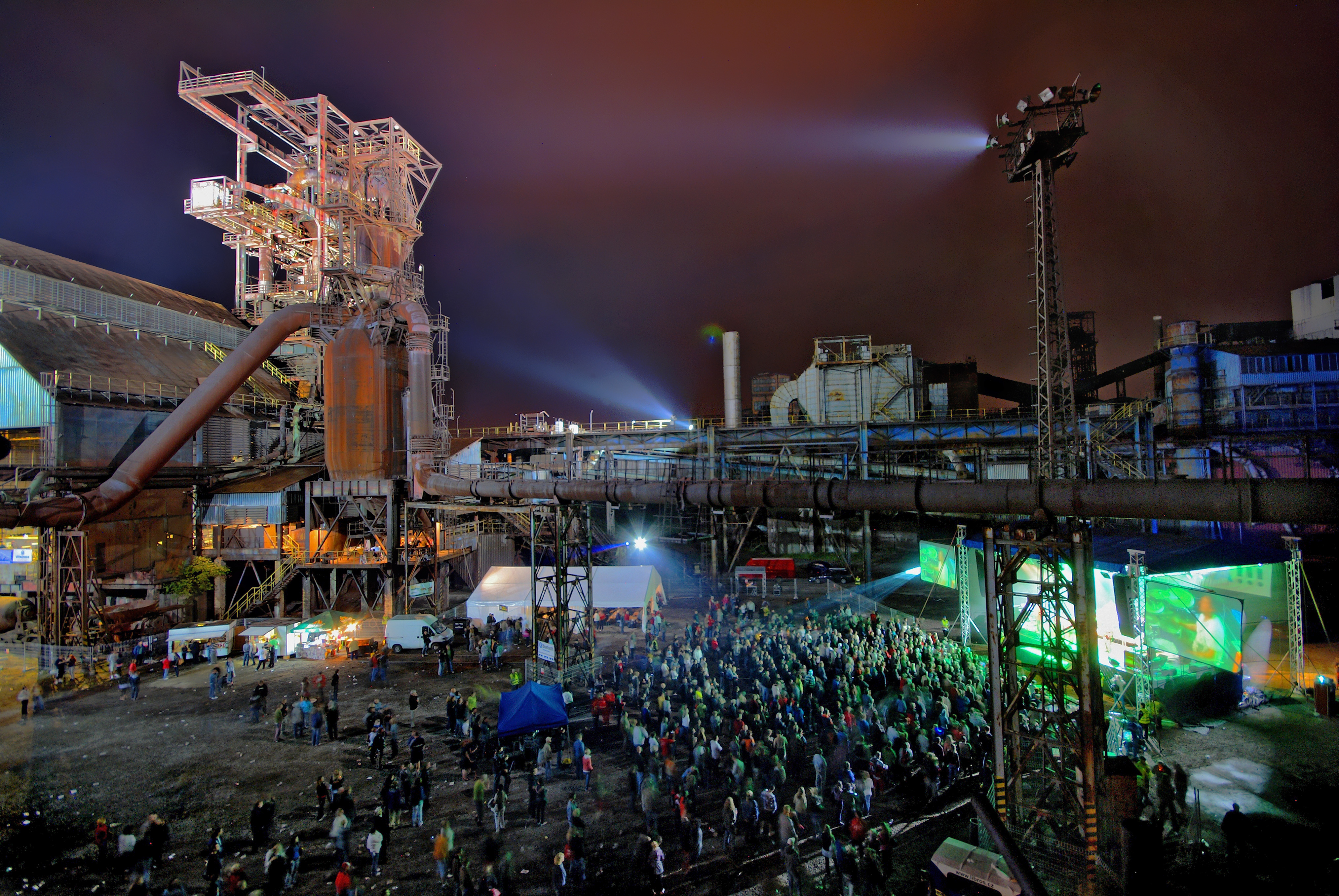
Die Witkowitzer Eisenwerke sind heute ein Veranstaltungsort

Die durch den Zensus erfasste Bevölkerung stieg konstant: 13.448 (1880), 19.240 (1890), 30.116 (1900) und 36.754 (1910). Ein ähnlicher Anstieg ist für die Gesamtregion (d. h. inkl. dem Umland) zu verzeichnen: von 18.711 (1843) bis auf 186.613 (1910). Diese Wachstumsrate der Bevölkerung war nur durch eine Zuwanderung zu erreichen, welche nicht nur aus Mähren, sondern insbesondere auch aus Galizien durch Polen erfolgte, was durch die gemeinsame staatliche Zugehörigkeit zu Österreich-Ungarn erleichtert wurde. Die massive Zuwanderung von ehemaliger Landbevölkerung in eine zunehmend industrialisierte Wirtschaftsregion brachte große soziale wie auch sozio-kulturelle Probleme mit sich.
Einer der größeren Arbeitgeber um 1900 waren die Centralheizungswerke mit Hauptsitz in Hannover.
Bis 1918 gehörte Mährisch Ostrau zur Markgrafschaft Mähren und Polnisch Ostrau zum Herzogtum Schlesien (Österreichisch Schlesien), zuletzt beide als Kronländer. Ab 1918 waren beide Städte bis 1939 Teil der Tschechoslowakischen Republik. Seit 1919 hieß die östliche Stadt Slezská Ostrava (Schlesisch Ostrau). Zum 1. Januar 1924 wurden die Städte Mariánské Hory (Marienberg), Přívoz (Oderfurt) und Vítkovice (Witkowitz) mit weiteren drei Gemeinden (Hrabůvka (Klein Grabau), Nová Ves (Neudorf) und Zábřeh nad Odrou (Heinrichsdorf)) nach Moravská Ostrava eingemeindet. Die Stadt hatte 1930 125.350 zumeist tschechische und polnische sowie knapp 18 Prozent deutsche Einwohner.
Zwischen 1939 und 1945 gehörten Mährisch Ostrau und Schlesisch Ostrau als Teil des Protektorats Böhmen und Mähren zum Großdeutschen Reich. 1941 wurden Mährisch Ostrau und Schlesisch Ostrau offiziell vereinigt. Im Zweiten Weltkrieg wurde das Industriezentrum zum Ziel vieler alliierter Luftangriffe.
Ab 1945 wurde der deutsche Bevölkerungsanteil der Stadt größtenteils vertrieben und ausgewiesen. Bei einem Massaker im sogenannten Hanke-Lager in Ostrau wurden 231 Deutsche getötet. Viele Neubürger aus Südmähren, der Slowakei, sogenannte Repatrianten und Roma siedelten sich in der Folgezeit an.
Nach dem Zusammenbruch des RGW gerieten Schwerindustrie und chemische Industrie, welche mit erheblicher Umweltschädigung betrieben wurden, in eine Krise. Der Steinkohleabbau wurde am 30. Juni 1994 mit dem letzten geförderten Hunt in Přívoz eingestellt. In Vítkovice erloschen die Hochöfen am 27. September 1998.

## Bevölkerungsentwicklung
| Jahr      | 1869   | 1880   | 1890   | 1900    | 1910    | 1921    | 1930    | 1950    | 1961    | 1970    | 1980    | 1991    | 2001    | 2011    | 2021    |
| --------- | ------ | ------ | ------ | ------- | ------- | ------- | ------- | ------- | ------- | ------- | ------- | ------- | ------- | ------- | ------- |
| Einwohner | 38.598 | 56.128 | 84.492 | 144.550 | 186.084 | 198.438 | 219.528 | 215.791 | 254.297 | 297.171 | 322.073 | 327.371 | 316.744 | 296.224 | 282.450 |

## Städtepartnerschaften
Partnerstädte Ostravas sind:
- Wolgograd, Russland, seit 1949
- Coventry, Vereinigtes Königreich, seit 1957
- Katowice, Polen, seit 1960
- Dresden, Deutschland, seit 1971
- Split, Kroatien, seit 1976
- Piräus, Griechenland, seit 1997
- Košice, Slowakei, seit 2001
- Miskolc, Ungarn, seit 2001
- Pittsburgh, Pennsylvania, USA, seit 2001
- Oral, Kasachstan, seit 2008
- Donezk, Ukraine, seit 2009
- Gaziantep, Türkei, seit 2012
- Abomey, Benin, seit 2012
- Shreveport, Louisiana, USA, seit 2015
- Suzhou, Volksrepublik China, seit 2015

## Wirtschaft

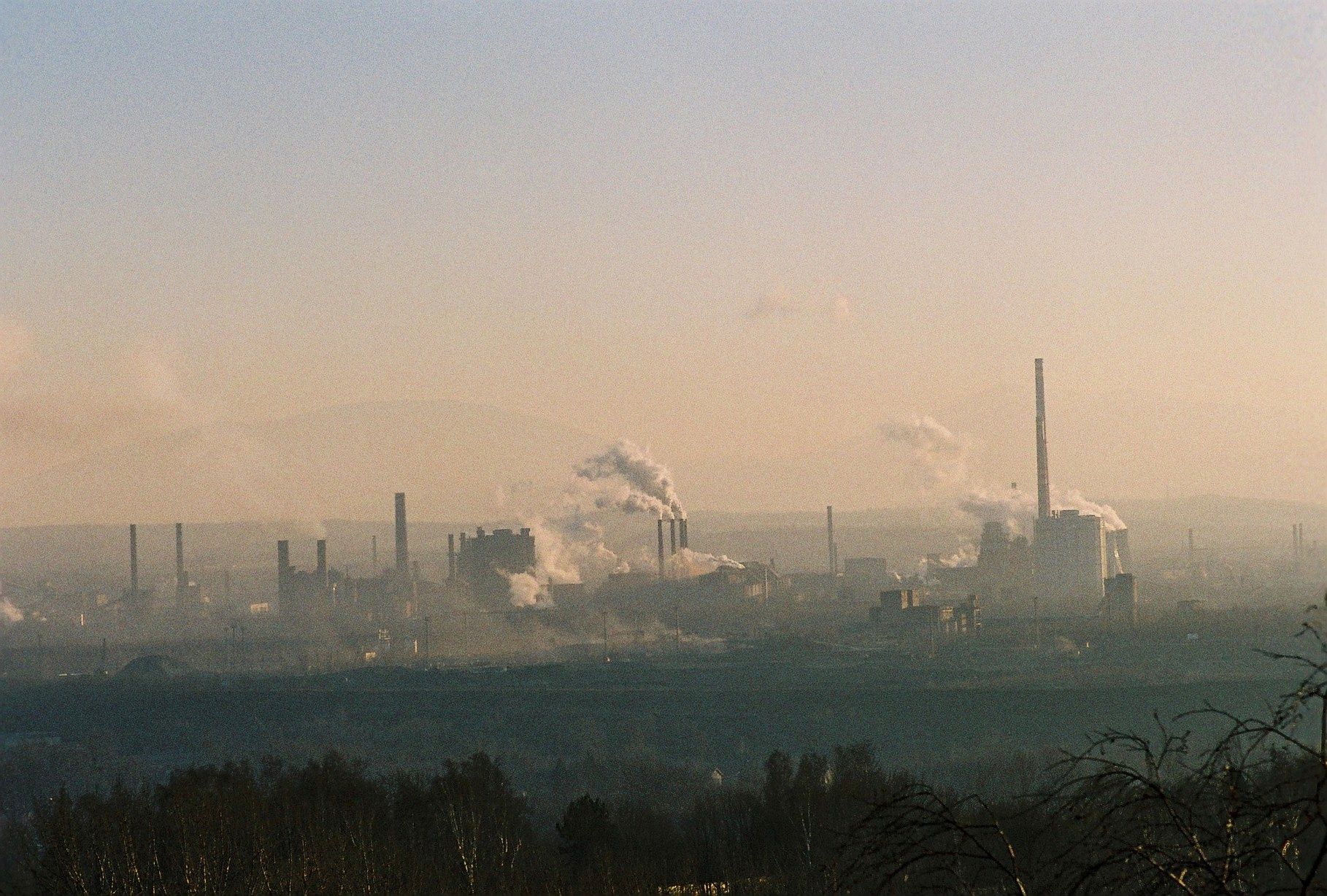
Neue Hütte Ostrava

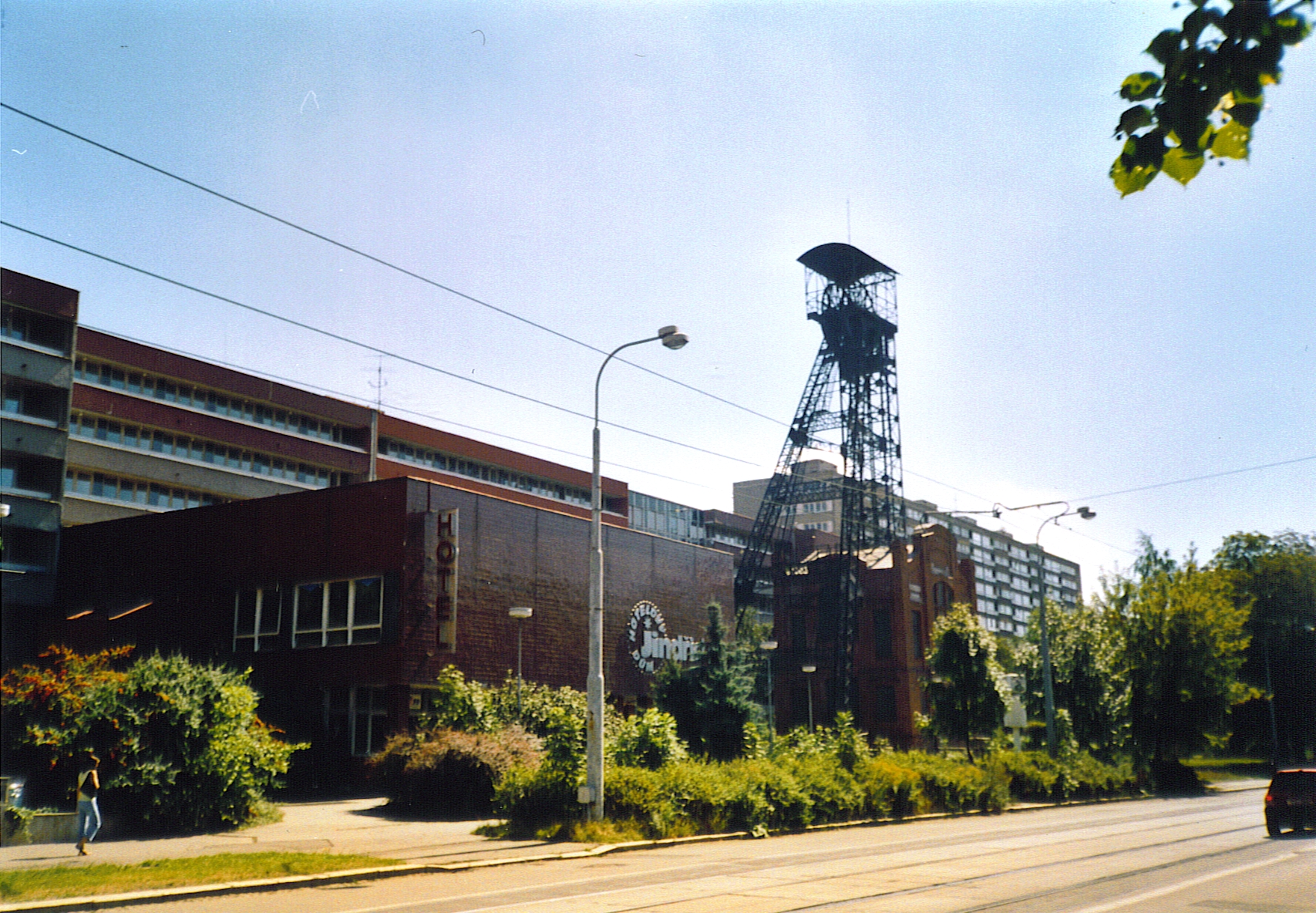
Museumsbergwerk Jindřich

Der Raum zwischen Ostrava und Karviná ist ein großes Industriegebiet. Die Umwelt wurde infolge der Konzentration von Schwerindustrie – Kohlenförderung, Hüttenwerke, Schwermaschinenbau, Kokereien, Kraftwerke, Gaswerke, Chemieunternehmen – stark beeinflusst und in Mitleidenschaft gezogen. Außer Ostrava, dem Zentrum dieser Industrieregion, sind hier noch weitere Industriestädte – Karviná, Orlová, Bohumín – mit Stahl- und Drahtwerken und weitere Kleinstädte, deren Beschäftigungsmöglichkeiten von diesen Industriezentren abhängig sind. An diesen Kern der Region knüpfen die umliegenden Gebiete an: das Hultschiner Ländchen, die Gebiete um Frýdek-Místek (Friedek-Mistek), Nový Jičín (Neu Titschein) und Třinec (Trzynietz).
In den Kohlegruben in der Region waren in den 1980er Jahren rund 150.000 Arbeiter beschäftigt. Nach der Privatisierung der Gruben drohte zum Ende des Jahres 2014 die Schließung. Im Mai 2016 meldete der zu New World Resources gehörende Steinkohleförderer OKD (Ostravsko-karvinské doly) Insolvenz an. Mit der Schließung der Grube Passov zum 31. März 2017 endete auch der Steinkohlebergbau im Ostrauer Teil des Bergbaureviers Ostrava-Karviná. Trotzdem wird an der Restrukturierung von OKD gearbeitet, um die Kohleförderung in der Region stellenweise zu erhalten (Stand August 2017).
Der Strukturwandel gelingt insgesamt besser als in anderen einstigen Zentren der europäischen Schwerindustrie. Nicht zuletzt dank der guten Qualifikation der Industriearbeiter gelang es, ausländische Industrieunternehmen anzusiedeln. Die Arbeitslosigkeit lag Ende Juni 2017 mit 4,5 % leicht über dem (niedrigen) Landesdurchschnitt.

## Umwelt
Ostrava galt als eine der schmutzigsten Städte der EU. Der Ausstoß von Feinstaub stieg in den 1980er Jahren auf 80.000 Tonnen pro Jahr. Hauptverursacher hierfür war und ist v. a. das Stahlwerk Nová huť, welches sich direkt am Stadtrand befindet. Im Nachbarland Polen mussten die Grenzwerte für Feinstaub an EU-Normen angepasst werden, in Tschechien waren die Grenzwerte dreimal niedriger als in Polen. Die Stadtverwaltung legte mehrere Programme zu Umweltschutz auf. So sollten alle Kohleöfen in Privatwohnungen bis 2010 ausgetauscht werden. Der Feinstaub-Ausstoß verringerte sich auf 1.500 Tonnen im Jahr 2016, rund 2 % der äußerst hohen Menge der 1980er Jahre.

## Verkehr

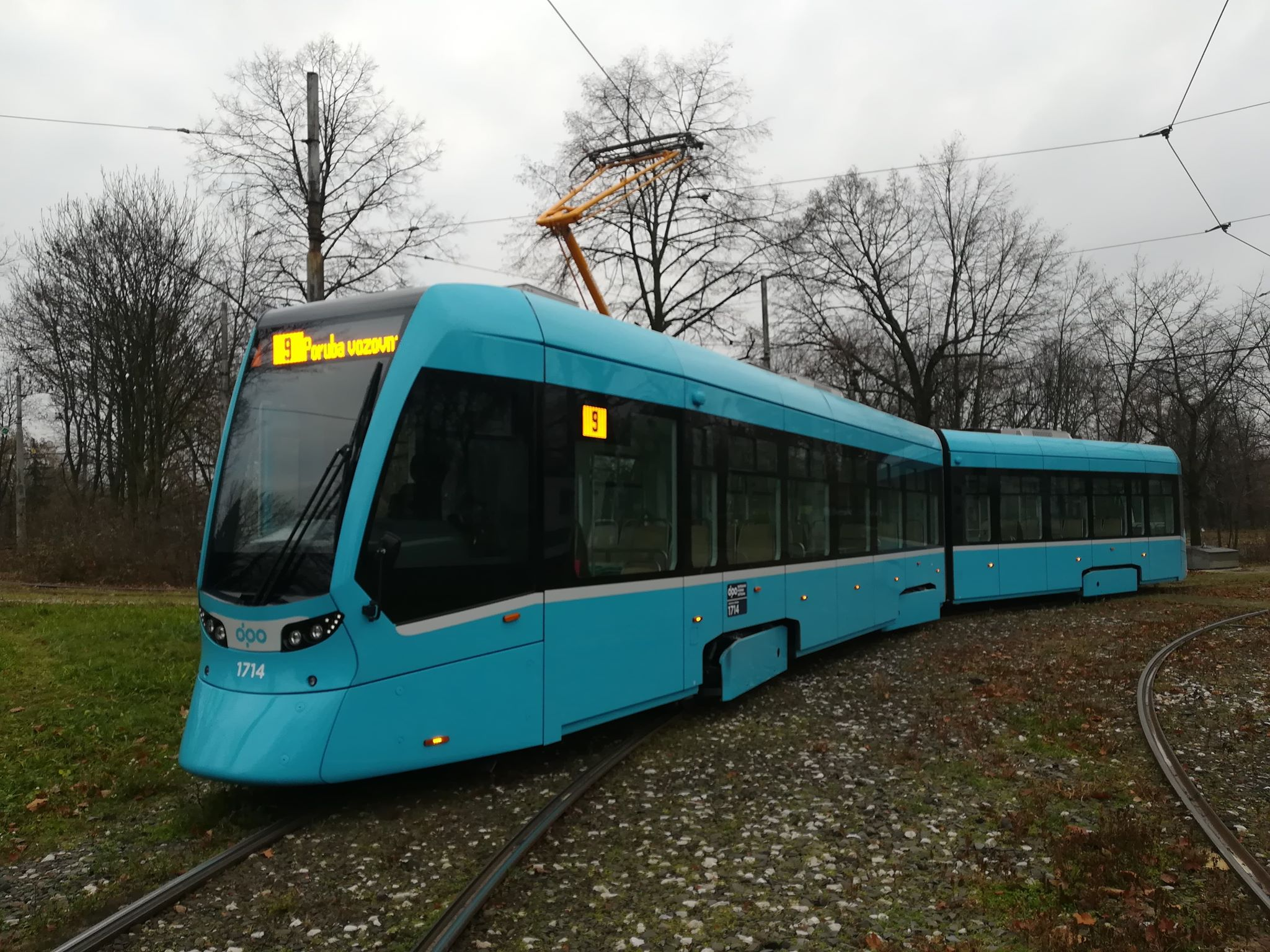
Die Straßenbahn in Ostrava

### Innerstädtischer öffentlicher Personennahverkehr
Ostrava hat ein gut ausgebautes Nahverkehrsnetz: Es fahren Straßenbahnen, O-Busse und Stadtbusse. Seit den 1990er Jahren tragen sie ein einheitliches Erscheinungsbild: Sie sind in den Farben blau, gelb und weiß lackiert.
Die Straßenbahn Ostrava fährt in einem 62,7 km langen Netz mit 15 Linien und zwei Nachtlinien. Das O-Bus-Netz ist 33,6 km lang. Die Gesamtlänge der von den Linienbussen befahrenen Strecken beträgt mehr als 350 km.
Im Jahr 2016 wurden in der Straßenbahn 44,4 Millionen Fahrgäste gezählt. Im O-Bus-Netz waren 7,0 Millionen Fährgäste unterwegs, die Busse beförderten 18,7 Millionen Personen.

### Eisenbahn
Ostrava-Přívoz ist ein Eisenbahnknotenpunkt mit Rangierbahnhof. Er befindet sich an der ehem. Kaiser Ferdinands-Nordbahn von Wien nach Katowice und Krakau.
In der Nähe des Stadtzentrums, allerdings bereits im Stadtteil Přívoz, befindet sich der Hauptbahnhof (Ostrava hlavní nádraží). In ihm zweigt die Bahnstrecke Ostrava–Frýdlant nad Ostravicí von der Hauptstrecke Wien–Kraków ab. Große regionale Bedeutung hat allerdings der westlich außerhalb des Stadtzentrums gelegene und bis 2006 ausgebaute Bahnhof Ostrava-Svinov. Er liegt ebenfalls an der Strecke Wien–Kraków und ist der Beginn gleich mehrerer weiterer Strecken.
Ostrava ist Zentrum des Netzes der Esko v Moravskoslezském kraji, eines S-Bahn-ähnlichen Systems von Vorortzügen.

### Flugverkehr
Der Leoš-Janáček-Flughafen Ostrava in Mošnov ist ein regionaler Flughafen mit planmäßigen Linienverbindungen nach Warschau sowie touristischen Charterflügen nach Hurghada und Scharm asch-Schaich.

## Bildung und Kultur

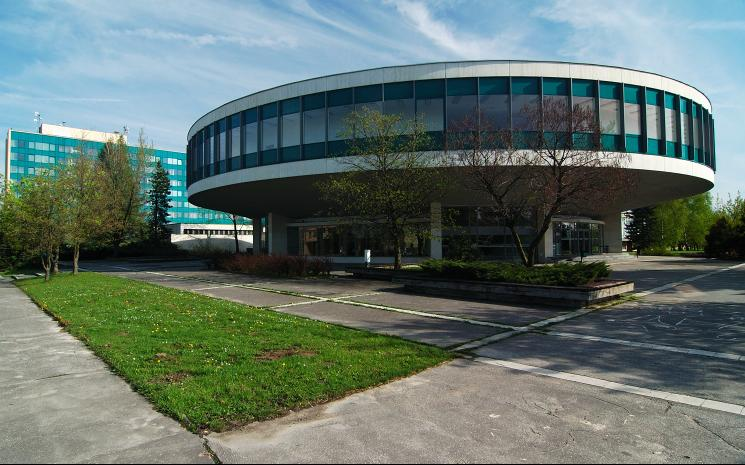
Audimax der TU Ostrava

Ostrava ist ein national bedeutendes Zentrum für Handel, Wissenschaft und Kunst und beheimatet überregional bekannte Institutionen und Veranstaltungen.

### Technische Universität Ostrava
Die Technische Universität Ostrava (TUO) wurde im Jahre 1849 als Montanistische Lehranstalt gegründet, 1865 zur Bergakademie und 1904 zur technischen Hochschule erhoben. Die ehemals Berghochschule VŠB TU Ostrava ist heute mit circa 15.000 Studenten eine bedeutende ingenieurwissenschaftliche Universität Tschechiens, insbesondere im modernen Bergbau-, Hütten- und Ingenieurwesen sowie in der Umwelt- und Nanotechnik.

### Universität Ostrava
Die Anfänge der 1991 gegründeten Universität Ostrava (OSU) finden sich in der 1953 eingerichteten Höheren pädagogischen Schule in Opava wieder. Neben pädagogischen, natur- und geisteswissenschaftlichen Studiengängen ist eine medizinische Fakultät mit einem Universitätsklinikum angegliedert.

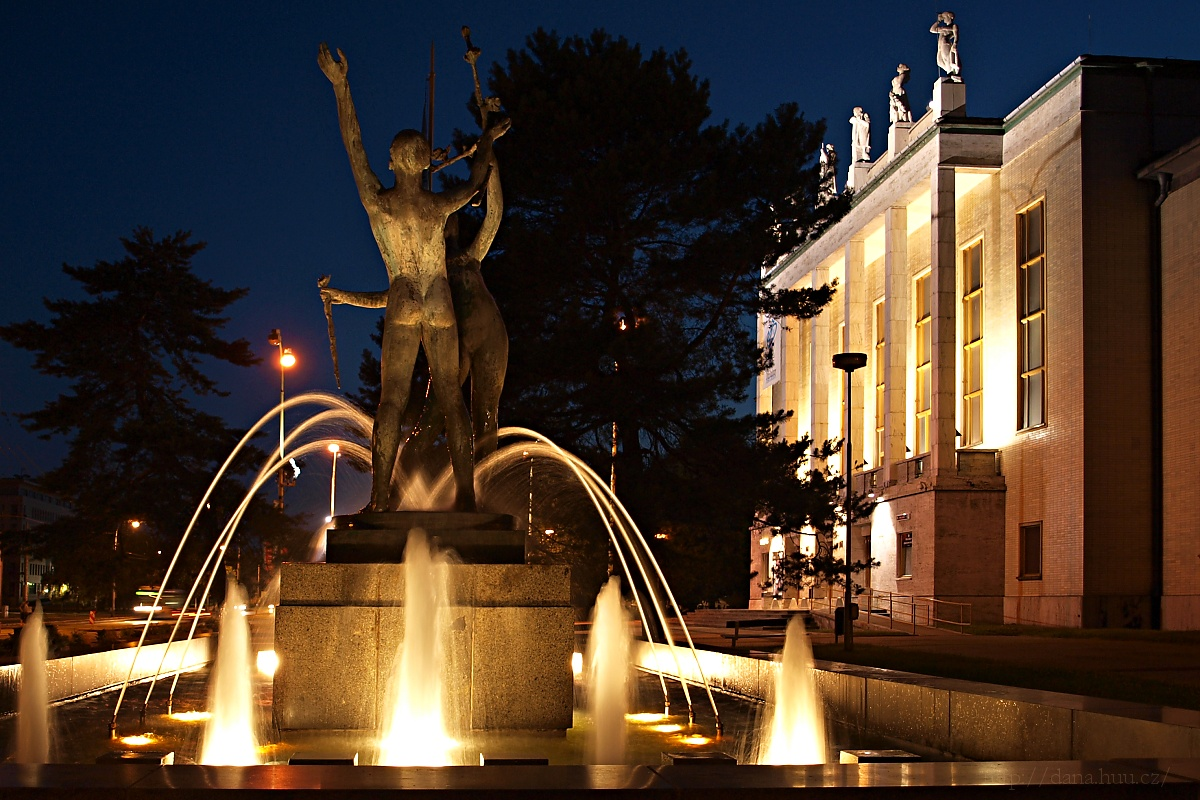
Haus der Kultur

### Mährisch-schlesische Forschungsbibliothek Ostrava
Die Mährisch-schlesische Forschungsbibliothek (Moravskoslezska vědecká knihovna v Ostravě) ist eine bedeutende wissenschaftliche und Bestandsbibliothek Tschechiens und belegt die Seitenflügel des Rathauskomplexes am Platz Prokešovo in der Stadtmitte.

### Janáček-Philharmonie Ostrava
Das 1954 gegründete philharmonische Orchester wurde nach dem tschechischen Komponisten Leoš Janáček benannt und arbeitet weltweit mit bekannten Dirigenten und Solisten zusammen.

### Mährisch-Schlesisches Nationaltheater

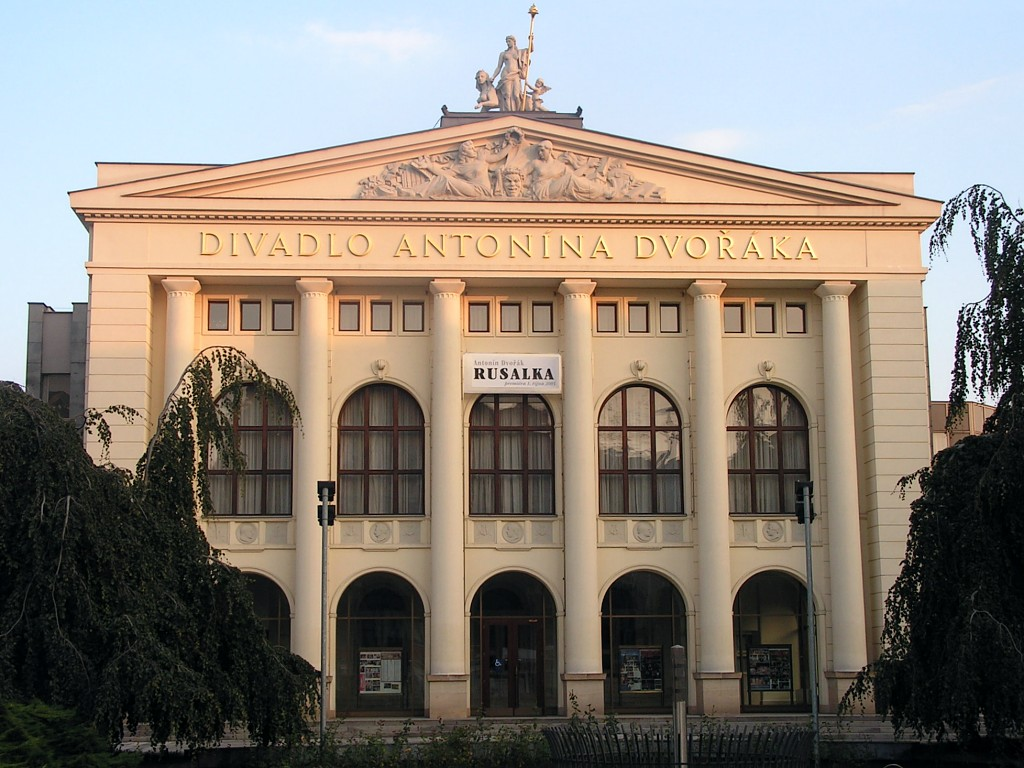
Antonín-Dvořák-Theater in Ostrava

Das Mährisch-Schlesische Nationaltheater (Národní divadlo moravskoslezské) wurde 1918 gegründet und umfasst auch das Antonín-Dvořák-Theater mit seinem neobarocken Opernhaus, sowie das Ende des 19. Jahrhunderts im neoklassischen Stil erbaute Jiří-Myron-Theater.

### Ostrava Center For New Music
Das Ostrava Center For New Music (OCNM) wurde 2000 von Petr Kotík begründet und ist Ausrichter der  Ostrava Days und der  New Opera Days Ostrava (NODO).

### Musikfestivals
Seit 2002 findet in der Stadt das internationale Musikfestival Colours of Ostrava statt und seit 2013 das Beats for Love für elektronische Musik.

## Sehenswürdigkeiten

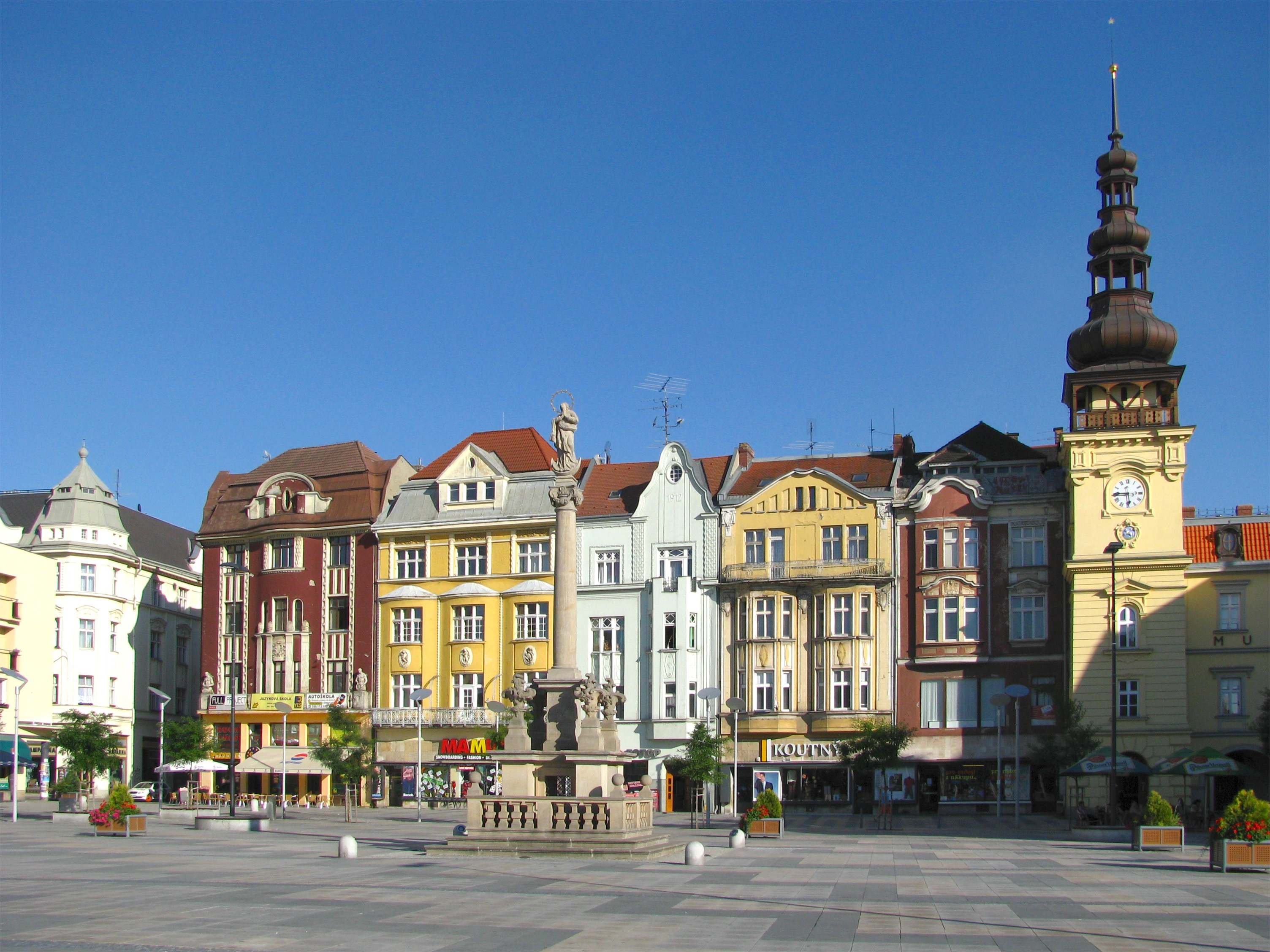
Der Marktplatz mit dem alten Rathaus

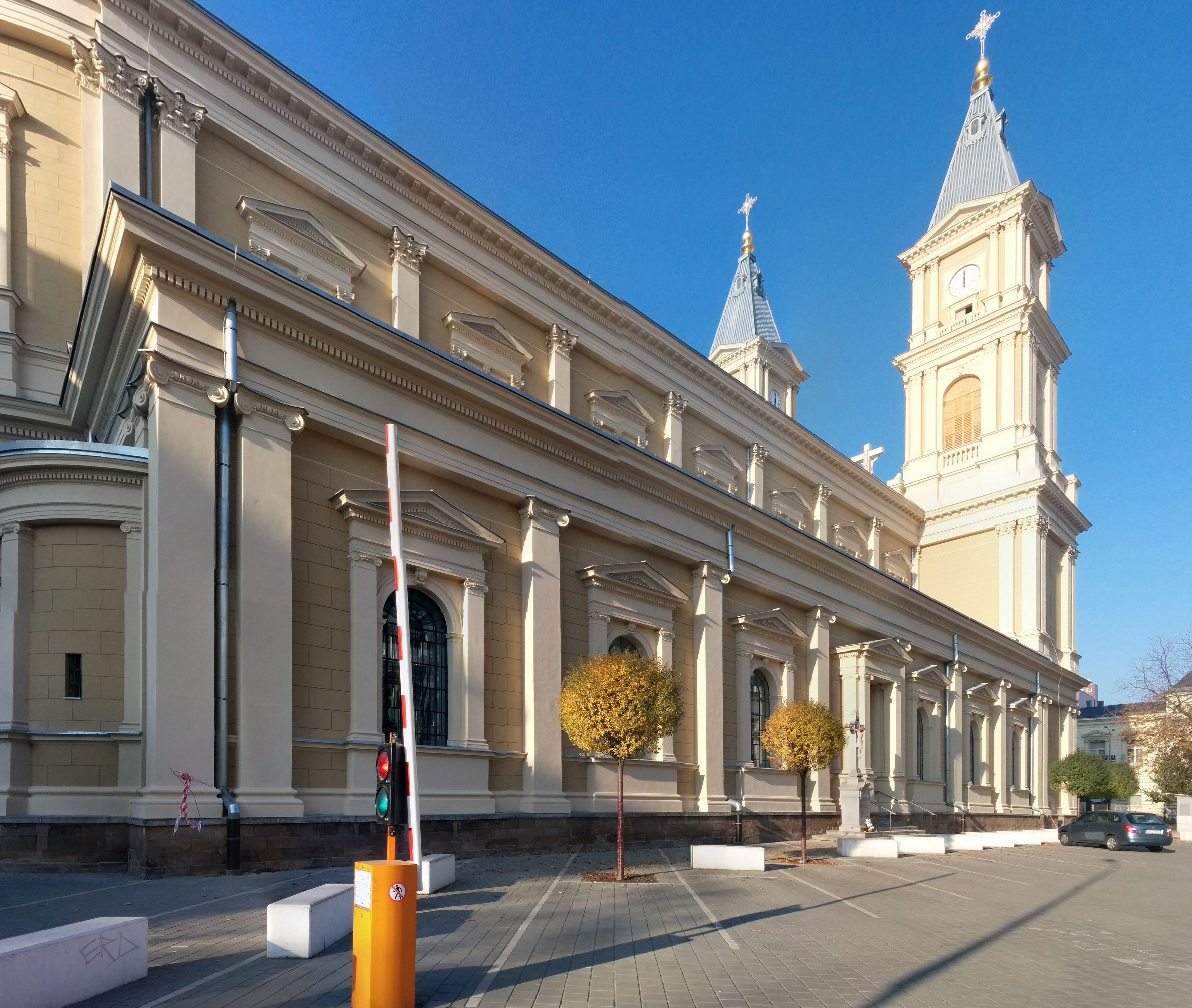
Kathedrale Ostrava

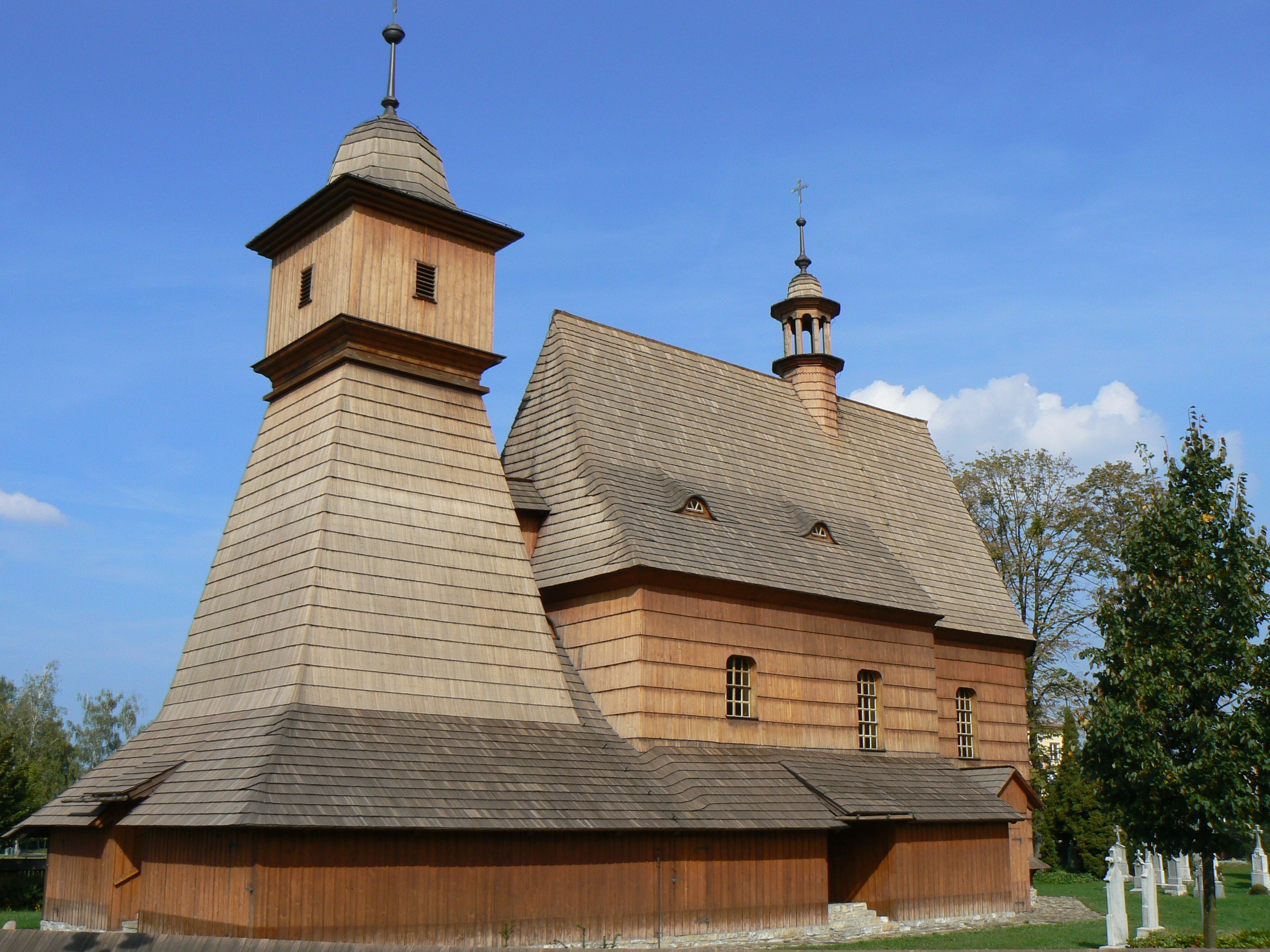
Sv. Kateřina in Ostrava-Hrabová

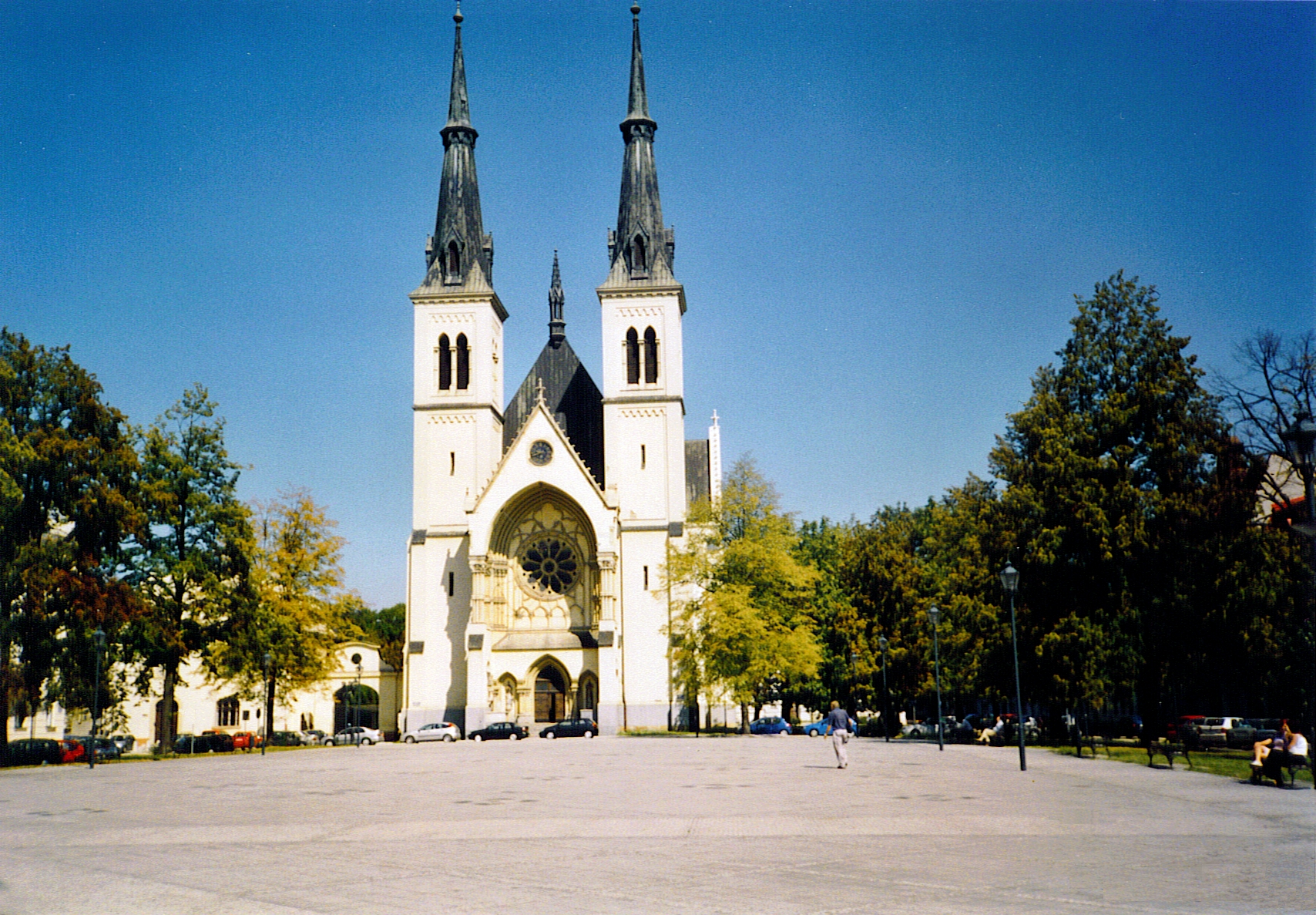
Pfarrkirche der Unbefleckten Empfängnis der Jungfrau Maria in Přívoz

### Architektonische und technische Sehenswürdigkeiten
Als drittgrößte Stadt der Tschechischen Republik besitzt Ostrava zahlreiche architektonische und technische Sehenswürdigkeiten.
- Die Kathedrale zum Göttlichen Erlöser entstand in den 1880er Jahren im Neorenaissancestil.
- Die evangelische Christuskirche entstand 1905–1907 nach Plänen des Wiener Architekturbüros Karl Troll und Ludwig Faigl.
- Im Norden der Stadt gibt es ein Bergbaumuseum (Hornické muzeum), das die Arbeit unter Tage veranschaulicht.
- Im Stadtteil Vítkovice befindet sich das Industriedenkmal Witkowitzer Eisenwerke.
- Auf einem Felsen über der Ostravice befindet sich die Schlesisch-Ostrauer Burg aus dem 13. Jahrhundert. Heute ist die Burg Museum und Kulturzentrum.[19]
- Westlich des Stadtteils Petřkovice gibt es auf der östlichsten Erhebung der Sudeten die Reste der Burg Landek. Das umgebende Naturschutzgebiet ist international als steinzeitliche Fundstätte bekannt.
- Ein Wahrzeichen der Stadt ist das im Jahre 1930 eröffnete Rathaus von Moravská Ostrava, heute Hauptsitz der Stadtverwaltung Ostrava. Von seinem 75 Meter hohen, quadratischen, verglasten Turm ist ein Rundblick über nahezu die gesamte Stadt möglich.
- Sehenswert ist ebenfalls das 1897 im Stil des Neobarock umgestaltete Rathaus von Schlesisch Ostrau.
- Ostrava besitzt mit dem Zoo Ostrava den zweitgrößten Zoo der Tschechischen Republik.
- Darüber hinaus besitzt die Stadt einen botanischen Garten.

### Stodolní-Straße (Stodolní ulice)
Die Stodolní-Straße (deutsch Scheunenstraße) ist eines der größten Amüsierviertel der Tschechischen Republik. Unter der Woche ist die Straße eine Fußgängerzone mit Restaurants, Kaffeehäusern und Hotels, am Wochenende ein Vergnügungsviertel vieler partyhungriger Menschen aus Ostrava und Umgebung. Auf dem kleinen Raum der Stodolní-Straße befinden sich über 60 Klubs. Besonders bekannt sind z. B. das Café Černá Hvězda (dt. Schwarzer Stern) und das Irish Pub Dublin.

### Sonstiges
Weitere Sehenswürdigkeiten sind:
- Miniuni (Miniaturen von europäischen Sehenswürdigkeiten)
- Märchenkeller der Gespenster
- Meeresaquarium Ostrava
- Grube Michal
- Johann Palisa Sternwarte und Planetarium
- Stadtmuseum Ostrava
- Feuerwehrmuseum
- Brauereimuseum
- Zithermuseum
- Museum Keltička Schmiedewerkstatt
- Reste des Jüdischen Friedhofs

## Sport

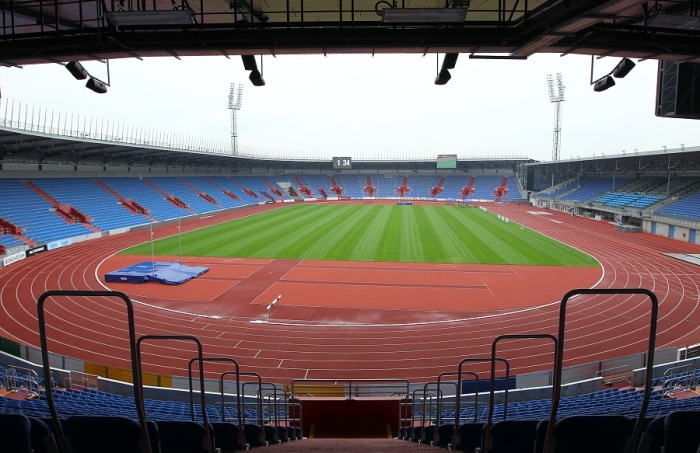
Das Städtische Fußballstadion FC Baník Ostrava

Seit 1961 findet das Leichtathletik-Sportfest Ostrava Golden Spike statt. Es zählt derzeit zur IAAF World Challenge und ist durch zahlreiche Weltrekorde bekannt geworden.
In der Stadt sind die Eishockeyclubs HC Vítkovice, der der höchsten Spielklasse Tschechiens, der Tipsport Extraliga, angehört, und HC Poruba, Drittligist aus dem Stadtteil Poruba, sowie der Fußballclub Baník Ostrava beheimatet.
Im September 2010 wurde hier die 29. Tischtennis-Europameisterschaft ausgetragen.
2015 und 2024 war Ostrava neben Prag Austragungsort der Eishockey-Weltmeisterschaft.

## Stadtgliederung

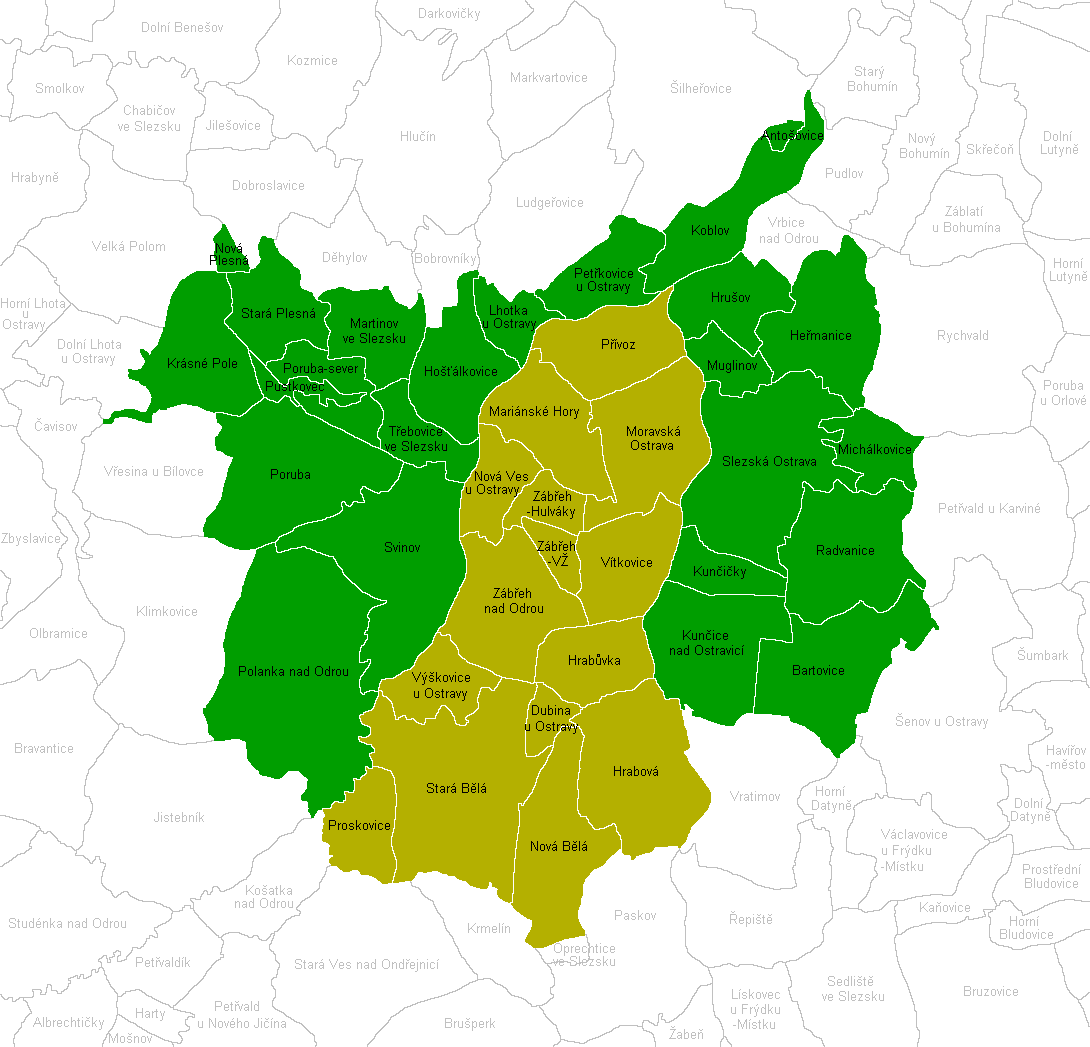
Gliederung,
Schlesien
Mähren

Die Stadt ist in 23 Stadtbezirke mit 37 Stadtteilen aufgeteilt:
| Stadtbezirk                                   | Stadtteile |
| --------------------------------------------- | --- |
| Hošťálkovice (Hoschialkowitz)                 | Hošťálkovice |
| Hrabová (Grabau)                              | Hrabová |
| Krásné Pole (Schönfeld)                       | Krásné Pole |
| Lhotka (Ellguth-Hultschin)                    | Lhotka |
| Mariánské Hory a Hulváky                      | Mariánské Hory (Marienberg) Hulváky (Hulwaken) Zábřeh-Hulváky |
| Martinov (Martinau)                           | Martinov ve Slezsku |
| Michálkovice (Michalkowitz)                   | Michálkovice |
| Moravská Ostrava a Přívoz                     | Moravská Ostrava (Mährisch Ostrau) Přívoz (Priwoz, 1939–1945 Oderfurt) |
| Nová Bělá (Neu Biela)                         | Nová Bělá |
| Nová Ves (Neudorf)                            | Nová Ves u Ostravy |
| Ostrava-Jih (Ostrau-Süd)                      | Bělský Les Dubina Hrabůvka (Klein Grabau) Výškovice (Wischkowitz) Zábřeh (Zabrzech) |
| Petřkovice (Petrzkowitz, ab 1907 Petershofen) | Petřkovice |
| Plesná (Pleßna)                               | Nová Plesná (Neu Pleßna) Stará Plesná (Alt Pleßna) |
| Polanka nad Odrou (Polanka an der Oder)       | Polanka nad Odrou |
| Poruba                                        | Poruba Poruba-sever (Poruba-Nord) |
| Proskovice (Proskowitz)                       | Proskovice |
| Pustkovec (Puskowetz)                         | Pustkovec |
| Radvanice a Bartovice                         | Bartovice (Bartelsdorf) Radvanice (Radwanitz) |
| Slezská Ostrava (Schlesisch Ostrau)           | Antošovice (Antoschowitz) Heřmanice (Herschmanitz) Hrušov (Hruschau) Koblov (Koblau) Kunčice (Großkunzendorf) Kunčičky (Kleinkunzendorf) Muglinov (Muglinau) Slezská Ostrava (Schlesisch Ostrau) |
| Stará Bělá (Alt Biela)                        | Stará Bělá |
| Svinov (Schönbrunn)                           | Svinov |
| Třebovice (Strzebowitz)                       | Třebovice ve Slezsku |
| Vítkovice (Wittkowitz)                        | Vítkovice (Witkowitz) Zábřeh-VŽ |

## Persönlichkeiten
Prominente Bewohner und Söhne und Töchter der Stadt sind in der Liste von Persönlichkeiten der Stadt Ostrava aufgeführt.

## Sonstiges
- Die 1879 gebaute Synagoge wurde 1939 von den Deutschen zerstört.
- Die NATO-Tage in Ostrava wurden zunächst ab 2001 in der Stadt begangen; seit 2003 werden sie jährlich auf dem Flughafen Ostrava in Mošnov veranstaltet. Seit 2010 werden parallel die Tage der Luftwaffe der Armee der Tschechischen Republik veranstaltet.
- Die Ostrauer wurden in früheren Zeiten mit dem Necknamen Chacharen gehänselt – nach den Arbeitern einer Baufirma Chachar, die als Krawallmacher gefürchtet waren.
- Im Jahr 2009 war Ostrava der Austragungsort der Feuerwehrolympiade, die alle vier Jahre vom Weltfeuerwehrverband CTIF jeweils in anderen Städten veranstaltet wird.